# Lavalleja (departement)

Departementets läge i Uruguay.

Departementets flagga.

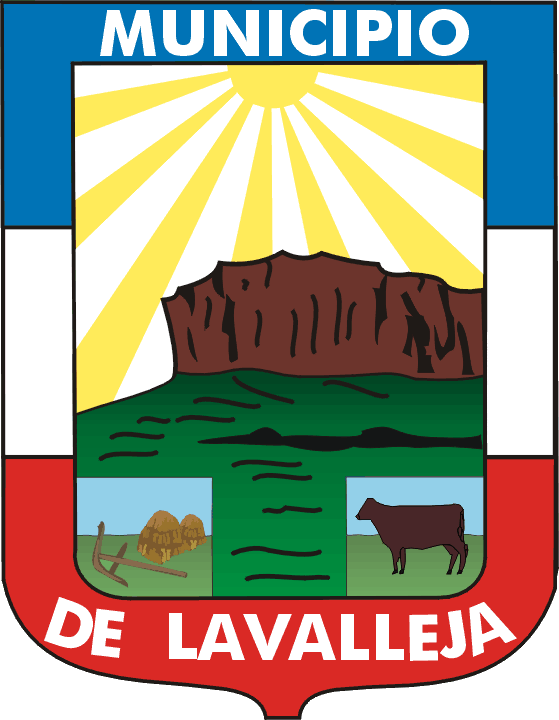
Departementets emblem.

Departementet Lavalleja (Departamento de Lavalleja) är ett av Uruguays 19 departement.

## Geografi
Lavalleja har en yta på cirka 10 016 km² med cirka 61 000 invånare. Befolkningstätheten är 6 invånare/km². Departementet ligger i Región Este (Östra regionen).
Huvudorten är Minas med cirka 37 200 invånare.

## Förvaltning
Departementet förvaltas av en Intendencia Municipal (stadsförvaltning) som leds av en Intendente (intendent), ISO 3166-2-koden är "UY-LA".
Lavalleja är underdelad i municipios (kommuner).
Departementet inrättades den 14 juni 1837 under namnet Departamento de Minas genom delning av departementet Cerro Largo och Maldonado. Den 22 december 1927 ändrades namnet till Lavalleja.